# Força Aérea da Roménia

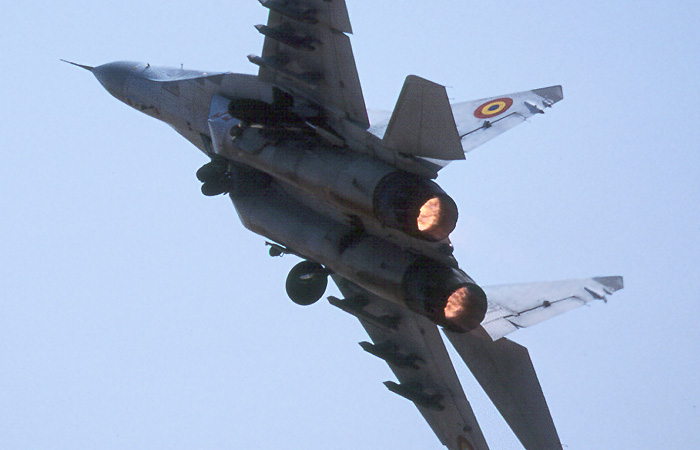
Um Mig-29 romeno.

A Força Aérea da Romênia é o ramo aéreo das Forças Armadas da Romênia. É constituída por um quartel-general, um comando operacional, quatro bases aéreas e uma brigada de defesa aérea. Como reserva, possui mais duas bases aéreas e três aeródromos. Após a era soviética, a força aérea tem-se aproximado do ocidente e da NATO, estando a equipar-se com novas aeronaves e participando em exercícios conjuntos com forças aéreas da NATO; recentemente, comprou aviões de caça F-16 à Força Aérea Portuguesa.
A Romênia pretende adquirir mais 5 aviões  F-16 à Força Aérea Portuguesa sendo 4 prontos a voar e 1 para peças. Este serão modernizados  para a versão MLU nas OGMA. Prevê-se que o contrato de aquisição  seja assinado ainda em 2019.